# Max Beckmann
Max Beckmann (n. 12 februarie 1884, Leipzig - d. 27 decembrie 1950, New York) a fost un pictor și grafician german.

## Biografie
Max Beckmann s-a născut la 12 februarie 1884 în Leipzig. Părinții săi, Antonia și Carl Beckmann, erau originari din Braunschweig. În 1900 își începe studiile la Școala de Artă din Weimar, unde frecventează clasa de artă antică de sub conducerea lui Otto Rasch. În aprilie 1901 trece în clasa condusă de pictorul norvegian Carl Frithjof Smith, de la care preia metoda desenului cu cărbune pe pânză, peste care suprapune culorile în ulei.
La Weimar, în 1902, cunoaște cu ocazia unui bal mascat pe Minna Tube, cu care se va căsători în anul 1906.
În anii 1903-1904 întreprinde călătorii de studii la Paris unde urmează cursurile academiilor Julian și Colarossi. În Paris descoperă operele lui Paul Cézanne și Vincent van Gogh. În anul 1905 se mută la Berlin, unde se alătură grupului Berliner Secession. În anul următor participă la expoziția „Asociației pictorilor germani” din Weimar. Tabloul său întitulat „Tineri pe malul mării” este premiat iar lui Beckmann i se acordă Premiul Villa-Romana corelat cu o bursă de studii în Florența.
În anul 1907 participă la o expoziție colectivă în Berlin, unde tablourile sale sunt expuse alături de operele lui Edvard Munch. Doi ani mai târziu, expune la Salonul de Toamnă din Paris, precum și la expoziția internațională de artă din Glaspalast din München. Primele expoziții personale sunt organizate în 1912 la Magdeburg și Weimar. Paul Cassirer îi organizează în 1913 o mare exopziție retrospectivă. Cu această ocazie apare o monografie consacrată pictorului sub semnatura lui Hans Kaiser. În același an, Beckmann împreună cu Max Liebermann, Ernst Barlach și Max Pechstein părăsesc definitiv Secesiunea berlineză.
La începutul primului război mondial, Beckmann se înrolează în serviciul sanitar și lucrează într-un lazaret din Flandra. În urma unei depresii nervoase este demobilizat. Operele sale ulterioare marchează o ruptură radicală cu limbajul artistic formal anterior, pictează de preferință tablouri cu subiect religios, inspirat de primitivii germani, cum se poate observa în tabloul ”Coborîrea de pe cruce” (Kreuzabnahme, 1917).
După război, muzeele din Mannheim și Frankfurt îi achiziționează tablourile "Christos și femeia păcătoasă" (Christus und die Sünderin 1917) și „Coborîrea de pe cuce” (1917). În 1920, Peter Zingler îi organizează în galeria sa o expoziție cu opere de grafică. Participă la a XIII-a Bienală de la Veneția (1923) cu șase tablouri. În anul 1925 divorțează de Minna Tube; se va recăsători în același an cu Mathilde von Kaulbach. Municipalitatea orașului Frankfurt a.M. îi încredințează în octombrie 1925 pentru o durată de cinci ani conducerea atelierului de maeștri la Școala de Arte Decorative. Beckmann va lucra în Frankfurt până în anul 1933. Împreună cu Otto Dix, Christian Schad și George Grosz, Beckmann devine una din figurile centrale ale mișcării denumite „Noul Obiectivism” (Die neue Sachlichkeit). Prima expoziție personală a Lui Max Beckmann în America are loc în 1926 în galeria „New Art Circle” din New York. Între 19 februarie și 1 aprilie 1928, Gustav F. Hartlaub organizează o importantă expoziție retrospectivă cu operele lui Beckmann în Kunsthalle din Mannheim. În același an i se acordă Premiul de Onoare al artiștilor germani și Medalia de Aur a orașului Düsseldorf.
Prima expoziție personală a lui Max Beckmann la Paris are loc între 15 martie și 25 aprilie 1931 în Galerie de la Renaissance. În 1932, Galeria Națională din Berlin amenajează o „sală Beckmann” în Kronprinzpalais (departamentul de artă modernă), unde sunt reunite mai multe opere ale artistului. În 1933, două luni de la venire la putere a lui Hitler, Beckmann - împreună cu cei mai mulți din colegii săi - este demis din funcția deținută la Academia de Arte Din Frankfurt. Cu realizarea primului (1932-33) din cele nouă monumentale „Tripticuri” (Triptychen[nefuncțională]
) începe o nouă perioadă în creația lui Beckman. Coloristica formală de până acum se completează cu aluzii la actualitatea politică și capătă semnificația unei filosofii universale a existenței umane decăzută în decrepitudine morală.
În anul 1936, începe lucrul la cel de-al doilea „Triptic”, intitulat „Ispita” (Die Versuchung), inspirat de opera lui Gustave Flaubert, ”La Tentation de Saint Antoine„. În 1937, regimul nazist organizează expoziția „Artă degenerată” (Entartete Kunst) în Institutul Arheologic din München, unde sunt expuse exemplar și zece tablouri ale lui Max Beckmann. Peste 500 opere ale lui Beckmann sunt îndepărtate din muzeele germane. Împreună cu soția sa, artistul emigrează la Amsterdam, în Olanda. În mai 1940, trupele germane ocupă Olanda. Izolat, în exil, Max Beckmann se consacră picturii și realizează opere pline de spontaneitate, în culori luminoase, în contrast cu realitatea existenței sale cotidiene.
După război, în 1946, Beckmann refuză un post de profesor oferit de Academia de Artă din München, precum și postul de director al Școlii de Arte Decorative din Darmstadt. Artistul nu se va mai întoarce niciodată în Germania. Pe 29 august 1947, soții Beckmann se îmbarcă în Rotterdam pe bordul vasului Westerdam cu destinația Statele Unite ale Americii, unde Max Beckmann preia postul de profesor provizoriu la Washington University Art School (Saint Louis). În mai-iunie 1948 are loc o mare expoziție retrospectivă cu operele sale la City Art Museum din Saint Louis. În anul următor, Beckmann acceptă postul de profesor de pictură și desen la Brooklin Museum School of Art din New York. Cu ocazia celei de a XXV-a Bienală de la Veneția din 1950, pavilionul german este dedicat lui Max Beckmann.
În dimineața zilei de 27 decembrie 1950, îndreptându-se spre Metropolitan Museum of Art pentru a vedea expoziția „American Painting Today”, Max Beckmann moare în urma unei crize cardiace. 

### Caracteristicile operei
Deși anii debutului său corespund cu perioada de afirmare a expresionismului antebelic, artistul evoluează la început mai de grabă sub influența modalităților impresionistice. După primul război mondial, operele sale capătă un conținut militant, apropiindu-se ca factură a limbajului plastic de marea direcție a expresionismului german de după 1920. Spectacolul războiului impregnează pictura cu de un realism implacabil.
Beckmann aduce în lucrările sale (picturi, gravuri), grupate în cicluri, sau prin intermediul portretelor, imagini din viața contemporană în care se consumă drame individuale sau colective. Deși uneori este foarte interesat de culoare, principalele efecte le obține prin simboluri de factură literară, subliniate de contrastele alb-negru și de mișcarea în care sunt antrenate personajele. Artistul este convins că profunzimea și plasticitatea formelor sunt expresia modalității de transcripție a forței vitale și a stilului său personal. Dacă imaginea nu poartă totdeauna un mesaj evident, cum ar fi spaima sau revolta, ea rămâne totuși bogată în simboluri. Prin aceasta el nu acceptă concepțiile picturale de avangardă, care preconizează reducerea tabloului la suprafață și vizează autonomia picturii în confruntarea cu realitatea.

## Galerie imagini

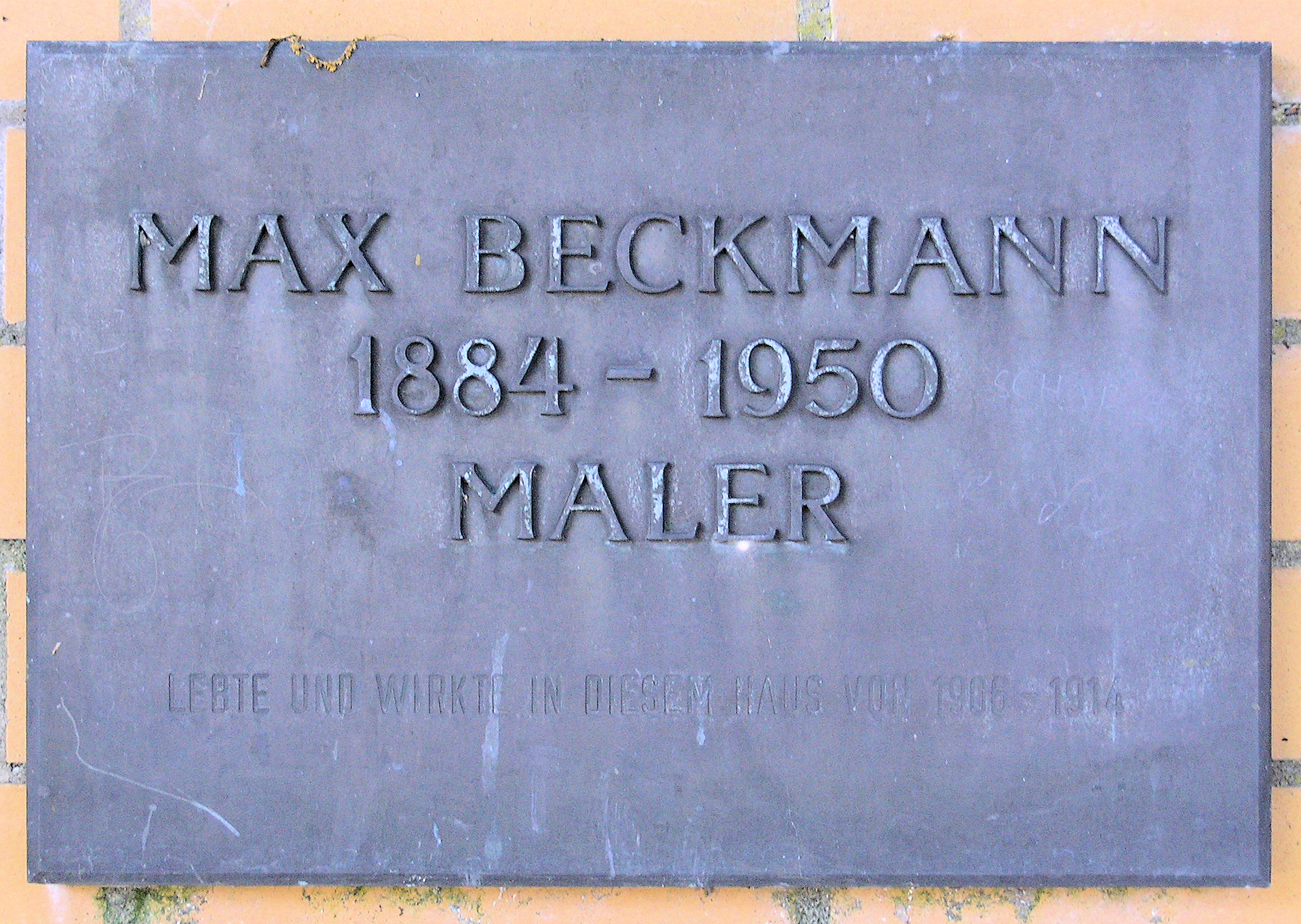
Placă memorială pe casa de la adresa Ringstraße 17 din Berlin-Hermsdorf